# マリ自治州
マリ自治州（ロシア語: Марийская автономная область、マリ語: Марий автоном вел）は、1920年11月4日にソビエト連邦の構成国であるロシア・ソビエト連邦社会主義共和国内に設置された自治州。現在のマリ・エル共和国の位置に当たる。コレニザーツィヤ政策の下、民族自治州として作られた。
この時期、マリの地域はポヴォーロジエ飢饉や、1921年のマリ森林火災で苦しんだ。1936年12月5日にマリ自治ソビエト社会主義共和国に昇格し、より広範な自治権を持つようになった。州の中に三つの区画が存在した。

## 構成民族
1926年の国勢調査によると人口における民族構成は以下のようなものであった。
- マリ人 - 51.4％
- ロシア人 - 43.6％
- タタール人 - 4.2％